# Mesopotamien

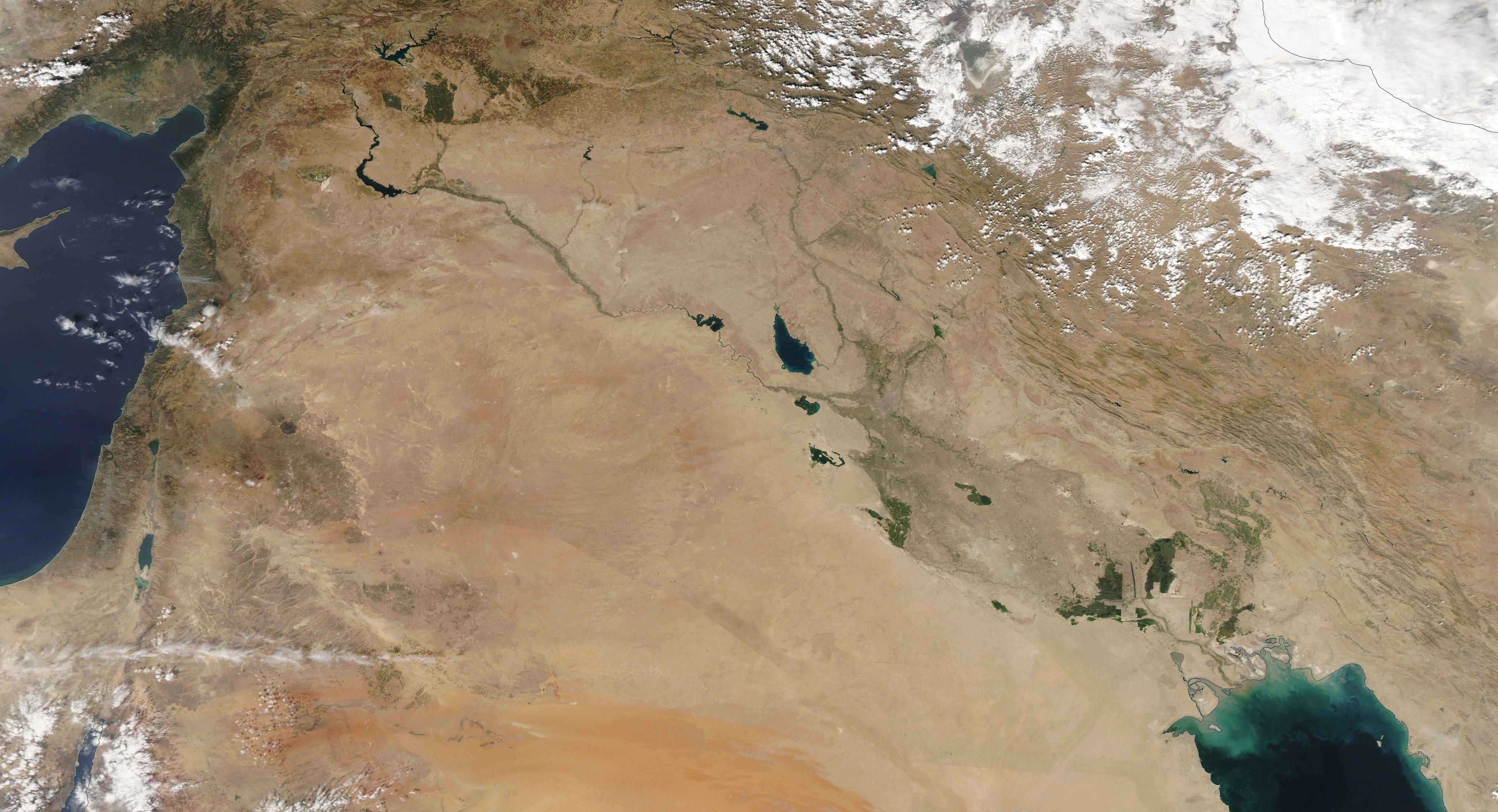
Mesopotamien, 2020 (Bild der NASA)

Mesopotamien (von altgriechisch Μεσοποταμία Mesopotamía, übersetzt „zwischen den Flüssen“) oder Zweistromland bzw. Zwiestromland bezeichnet die Kulturlandschaft in Vorderasien, die durch die großen Flusssysteme des Euphrat und Tigris geprägt ist.
Zusammen mit Kleinasien, der Levante im engeren Sinne und dem Industal gehört es zu den wichtigen kulturellen Entwicklungszentren des Alten Orients. Mit der Levante bildet es einen großen Teil des sogenannten Fruchtbaren Halbmonds, in welchem sich Menschen erstmals dauerhaft niederließen. Es entwickelten sich Stadtstaaten, Königreiche – Neuerungen für die Menschheit mit den Erfindungen der Schrift, der ersten Rechtsordnung, der ersten Menschheitshymnen, des Ziegelsteins, des Streitwagens, des Biers und der Keramik: Evolutionen in der Stadtentwicklung, Kultur- und Technikgeschichte. Im Süden mit den Sumerern, durchsetzt von gutäischen Königsdynastien, entwickelte sich die erste Hochkultur der Menschheitsgeschichte. Ihnen folgten die Akkader, Babylonier, im Norden das Königreich Mittani, in Mittelmesopotamien die Assyrer, dann das medische Königreich, welches das assyrische Großreich in einer Union mit den Babyloniern eroberte. Die Meder hatten fast 200 Jahre ein Großreich inne, ehe mit den Persern erstmals eine außerhalb Mesopotamiens entstandene Kultur dauerhafte Kontrolle über die Region erlangte. Auf die Perser folgten die Makedonier, Parther und Sassaniden. Seither war die Herrschaft über Mesopotamien im Allgemeinen mit der Herrschaft über den (westlichen) Iran verbunden, wo sich in der Folge Umayyaden, Abbasiden, Seldschuken, Ilchane, Timuriden und schließlich die Safawiden in der Herrschaft ablösten, bis in heftigen Kämpfen vom 16. bis zum 18. Jahrhundert die Osmanen die politische Verbindung Mesopotamiens mit dem Iran definitiv beendeten. Immer wieder seit der Zeit der Pharaonen versuchten auch die Herrscher Ägyptens, soweit sie das nördliche Syrien beherrschten, in Obermesopotamien Einfluss zu gewinnen, wo zuletzt die Ayyubiden eine länger dauernde und weiter verbreitete Herrschaft errichteten.
Das vor allem in seiner Wasserverfügbarkeit höchst unterschiedliche Land bot den dort lebenden Menschen zu allen Zeiten höchst unterschiedliche Siedlungsvoraussetzungen, die massiven Einfluss auf die historische Entwicklung nahmen.

## Definitionen

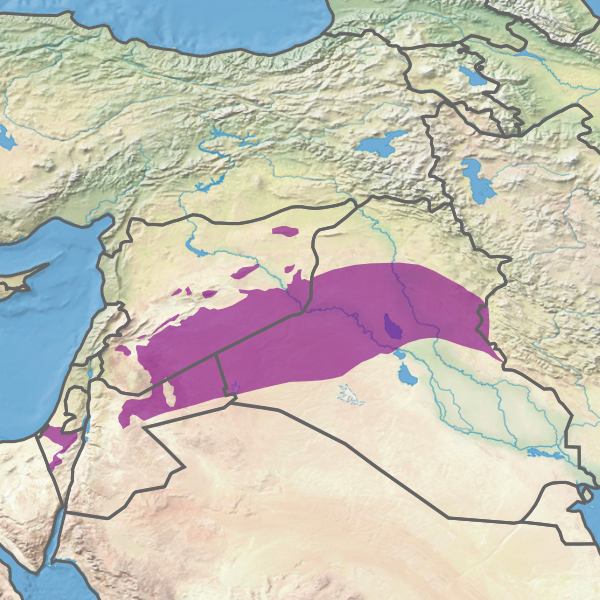
Die auf Englisch als Mesopotamian shrub desert bezeichnete Ökoregion. Der historische Begriff Mesopotamische Wüste ist nicht genau definiert und überschneidet sich zu großen Teilen mit der Syrischen Wüste.

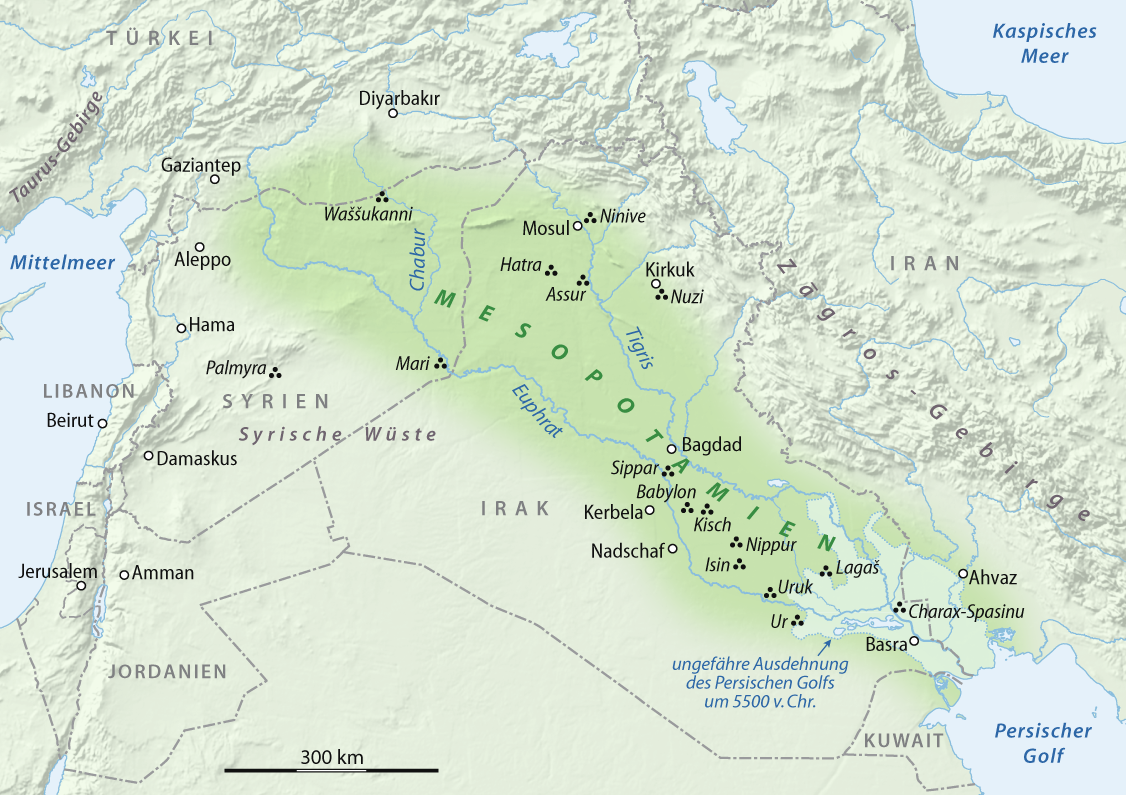
Mesopotamien innerhalb der heutigen Staatsgrenzen.

Der Begriff Mesopotamien geht angeblich auf Alexander den Großen zurück, der damit das Land „zwischen den Flüssen“ (griechisch: μέσο ποταμοι, méso potamói) Euphrat und Tigris nördlich des heutigen Bagdad bis zur Südflanke des Taurusgebirges bezeichnete. Mesopotamia hieß daher im Altertum zumeist nur der nördliche Teil des Gebietes, während der südliche Babylonia genannt wurde. Der einzige überlieferte Text aus der Antike, der den Begriff Mesopotamia auf das gesamte Gebiet von den Quellen bis zum Persischen Golf bezieht, stammt von Claudius Ptolemäus. Sein Werk, die Geographike Hyphegesis, entfaltete in Antike und Mittelalter aber eine so große Wirkung, dass seine Definition auch heute verwendet wird: Wenn von Mesopotamien gesprochen wird, meint man heute -entgegen der Wissenschaft - , meist die gesamte Region, von der Südosttürkei bis zum Persischen Golf.
Bereits die Akkader kannten eine sehr ähnliche Bezeichnung (akkadisch: mātum birit idiglat u purratim, „Land zwischen Tigris und Euphrat“), die ebenfalls das Schwemmland südlich des heutigen Bagdad mit einbezog. Sie unterteilten dieses Land dabei in einen nördlichen (akkadisch: māt aššur, „Assyrien“) und einen südlichen Teil (akkadisch: māt akkadi, „akkadisches Land“), welcher von griechischen Autoren dann mit dem bis heute geläufigen Begriff Babylonien bezeichnet wurde. Dieser südliche Teil wurde im dritten Jahrtausend nochmals in einen nördlichen Teil (akkadisch: māt akkadi, sumerisch: kiURI) und einen südlichen Teil (akkadisch: šumeru, sumerisch: kiEN.GIR) unterteilt.
Während von Politik und Presse heute der Begriff Mesopotamien häufig mit dem Staatsgebiet des Irak gleichgesetzt wird, verwenden die Wissenschaften, die sich mit der Erforschung des Alten Orients beschäftigen, meist eine Definition, die auf den Flusssystemen des Euphrat und Tigris, ihrer Zuflüsse sowie dem Unterlauf des Karun beruht. Somit haben die Südosttürkei, Nordostsyrien, der Irak, Irakisch-Kurdistan, Nordostkuwait und der Westiran Anteil an Mesopotamien.

## Geographie
Als natürliche Grenzen Mesopotamiens gelten meist die östlichen Tal-Randlagen des Zagros- und des Taurusgebirges, das Küstengebiet des Persischen Golfs und die beginnende syrisch-arabische Wüste. Die Quellregionen von Euphrat und Tigris gehören dagegen geographisch nicht zu Mesopotamien. Mit dem Ende des neubabylonischen Reichs endete auch der historische Geschichtsbegriff Mesopotamien, das fortan politisch nicht mehr unabhängig war. Die nachfolgenden Epochen mit ihren neuen politischen Staatsgebilden fallen daher aus Sicht der Altorientalistik nicht unter die Bezeichnung Mesopotamien. Althistoriker hingegen benutzen den Begriff durchaus auch für die folgenden Jahrhunderte bis in die ausgehende Spätantike, da er die in dieser Zeit gängige Bezeichnung der Region zwischen Euphrat und Tigris war (siehe oben). Als der Norden dieses Gebietes um 200 n. Chr. unter römische Kontrolle geriet, gründeten die Kaiser dort die Provinz Mesopotamia, die noch bis ins 7. Jahrhundert bestand.

### Politische Einflussgebiete
Assyrien, Babylonien und Sumer unterhielten weitreichende politische Beziehungen zu den Nachbarländern, die auch teilweise zu Provinzen der mesopotamischen Kernländer erklärt wurden.

### Geoökologische Situation Mesopotamiens
Dartnell (2018/2019) zeigt die Zusammenhänge zwischen geoökologischen Bedingungen und kultureller Entwicklung auf. Für Mesopotamien werden diese Zusammenhänge bestimmt durch die Flüsse Tigris und Euphrat und dem eingesunkenen Vorlandbecken, das durch die Auflast der heranrückenden orogenen Deckenfront des Zagros-Gebirges heruntergedrückt wird. Das Zagros-Gebirge wiederum ist das Ergebnis der sich an die Eurasischen Platte heranschiebenden Arabischen Platte.

Die Arabische Platte mit ihren allgemeinen tektonischen und strukturellen Merkmalen.

Die Böden dieser Region sind durch die Sedimente, die aus dem Zagros-Gebirge eingespült werden, geprägt. Das fluviatile Sediment steht im Zusammenhang mit der Bildung des Reliefs Mesopotamiens. Die im Norden des Fruchtbaren Halbmonds etablierten Techniken des Ackerbaus fanden im 6. Jahrtausend v. Chr. nicht nur wegen der feuchten und warmen klimatischen Bedingungen, während eines Milanković-Zyklus, sondern auch wegen fruchtbaren Schwemmböden ausgezeichnete Voraussetzungen. Diese fruchtbare feuchte Phase wurde gefolgt von trockenen Klimata, die die in Dörfern und Städten siedelnden Bewohner zum Bau ausgedehnter Bewässerungssysteme zwangen. Organisation und Logistik dieser Bewässerungssysteme erforderte konsekutiv einen sich organisierenden Verwaltungsapparat. Die Lebensumwelt in Mesopotamien war aufgrund der geoökologischen Bedingungen durch einen relativen Mangel an Holz, Steinen und Metallen charakterisiert. Die mesopotamischen Kulturen waren genötigt ihren Nahrungsmittelüberschuss gegen zum Beispiel Zedernholz, Granit und Marmor und Metalle einzutauschen. Ihre Gebäude wurden allesamt aus den sonnengetrockneten Lehmziegeln konstruiert. Feuchtigkeitsresistente, also gebrannten Ziegeln, wurden lediglich für die Verkleidung der Bauwerke und Zikkurate im Speziellen verwendet.
Sherratt (1981) sprach in diesem Zusammenhang auch von der englisch secondary products revolution als eine weitere „revolutionären Veränderung“ nach der Pflanzen- und Tierdomestikation bzw. der Sesshaftwerdung. In der Phase dieser Sekundärprodukt-Revolution begann die mesopotamische Landwirtschaft (Uruk-Zeit) durch die Arbeitskraft der domestizierten Tiere erstmalig die menschliche Arbeitskraft zu ersetzen. Diese Erfindungen traten etwa im 4. Jahrtausend im nördlichen Mesopotamien auf und trugen mit dazu bei, dass die Urbanisierung im Süden einsetzen konnte.

## Vorgeschichte

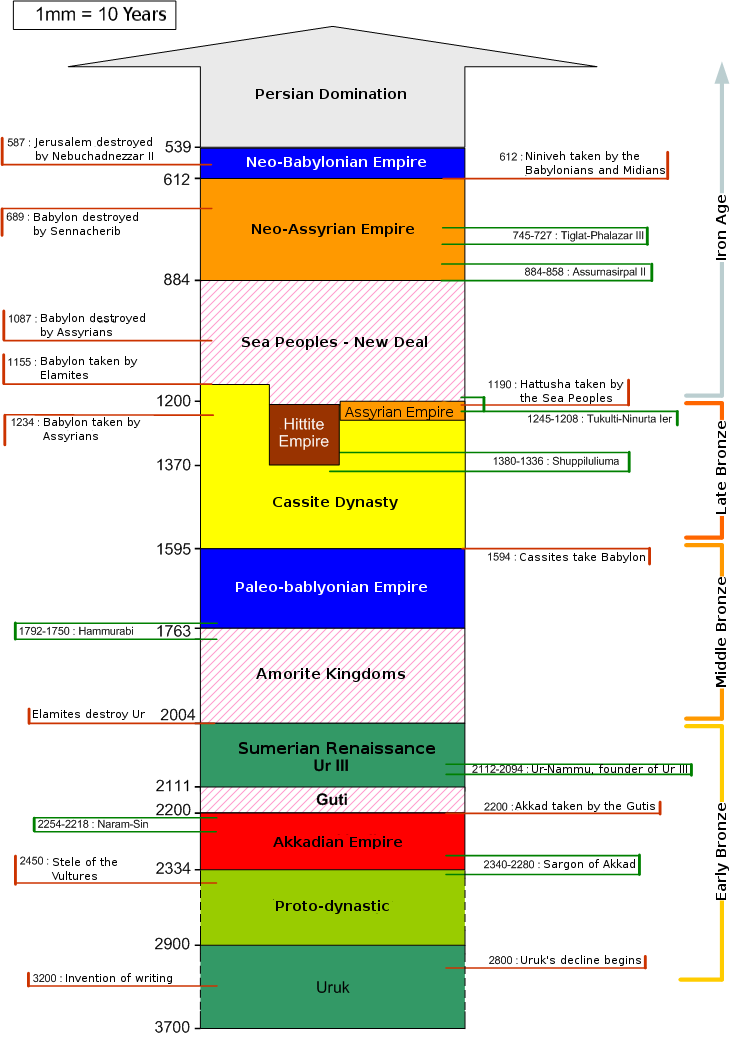
Eine schematische Chronologie der verschiedenen Herrschaftsperioden Mesopotamiens von Uruk bis zur persischen Herrschaft unter Berücksichtigung der Daten der mittleren Chronologie in englischer Sprache.

Die ältesten archäologischen Besiedlungsspuren lassen sich für die Mitte des 11. Jahrtausends v. Chr. am mittleren Euphrat in Mureybet nachweisen, wo beigesetzte Stierschädel in Rundhäusern gefunden wurden. Es kann mit Sicherheit angenommen werden, dass ähnliche Verhältnisse in benachbarten Regionen vorlagen, da die Art der Funde die typischen Anzeichen des gesamten Mesopotamiens repräsentiert. Ab dem 10. Jahrtausend v. Chr. sind modellierte Frauenfiguren zu finden. Obsidian in kleinen Mengen lässt auf Handel mit Kappadokien schließen. Die gefundenen Obsidianklingen sind Zeugnis eines frühen Handels.
Bis 8700 v. Chr. lässt sich ein architektonischer Fortschritt beobachten. Die vormals runden Wohnstätten wandelten sich zu eckigen Häusern, die nun auch über mehrere Räume verfügten. Getreidereste in Silos deuten auf erste landwirtschaftliche Tätigkeiten hin. Ab etwa 7700 v. Chr. weisen alle Häuser, in denen menschliche Schädel gefunden wurden, einen eckigen Stil auf. Die spezielle Anordnung zeigt Ähnlichkeiten zum Totenkult von Jericho im Präkeramischen Neolithikum B. Aus dem 7. Jahrtausend v. Chr. stammen die ältesten Belege für Keramik. Die Objekte zeigen wechselnde Motive und Techniken, die auf einen langen Entwicklungsprozess über mehrere Jahrhunderte hinweisen. Ab dem 6. Jahrtausend v. Chr. ist erstmals gebrannter Ton nachweisbar mit prähistorischen Modellen der Töpferscheibe in der Nähe von Kirkuk. In Mesopotamien wurde u. a. die Sieben-Tage-Woche erfunden, ein Maßsystem bestimmt, der Kreis mit 360 Grad definiert.

### Südmesopotamien
Die Besiedelung begann zwischen 5000 und 4000 v. Chr. in der Obed-Zeit. Bauern besiedelten das Land zwischen Babylon und dem Persischen Golf, erste Landwirtschaft wurde betrieben. Arbeitsteilung entstand, die Töpferscheibe wurde erfunden, Tempel aus Lehmziegeln entstanden. Seit der Uruk-Zeit (4000–3100 v. Chr.) fanden sich Städte und die Anfänge der Schrift, die sich aus einem System von Piktogrammen zur sumerischen Keilschrift entwickelte.

### Mittelmesopotamien
In den Talebenen von Mittelmesopotamien lagen als bedeutendste Orte Sippar, Dur-Kurigalzu und Opis. Das Gebiet war begrenzt durch den unteren Diyala und den Oberlauf des Kleinen Zab. Angebaut wurde hauptsächlich Getreide. Wichtigster Wirtschaftszweig war allerdings die Pech- und Teerherstellung in der Region Opis.

### Nordmesopotamien
Eine besondere Rolle spielte im 4. und 3. Jahrtausend v. Chr. auch das nördliche Mesopotamien, das umgangssprachlich bisweilen auch als Obermesopotamien bezeichnet wird. Hierunter fielen die Gebiete am Oberlauf des Euphrat, Tigris und Chabur. Bedeutende Städte entstanden dort, wie Wasshukani, Nuzi/Kirkuk, Mari, Ebla, Hama, Hamoukar, Tell Halaf/Aleppo, Nabada, Ninive, Urfa, Harran, Nisibis und auch Aššur (Stadt).
In der zweiten Hälfte des 3. Jahrtausend v. Chr. ist zudem eine einheitliche Kultur in diesem Gebiet zu verzeichnen, die sich unter anderem in einer standardisierten Akropolis-Anlage mit Palast und Tempeln im Zentrum der Siedlungshügel auszeichnete.
In der Nähe von Kirkuk, im Dorf Jarmo, wurden die ersten Tonbecher und Tongefäße für den Alltagsgebrauch hergestellt: etwa 5000 Jahre v. Chr., zudem als Massenware, eine unglaubliche Neuerung für die Menschheit, die zuvor Hunderttausende Jahre Wasser mit den Händen oder aus bearbeiteten Tierhäuten trank.

## Von Sumer bis zum Ende des neubabylonischen Reichs

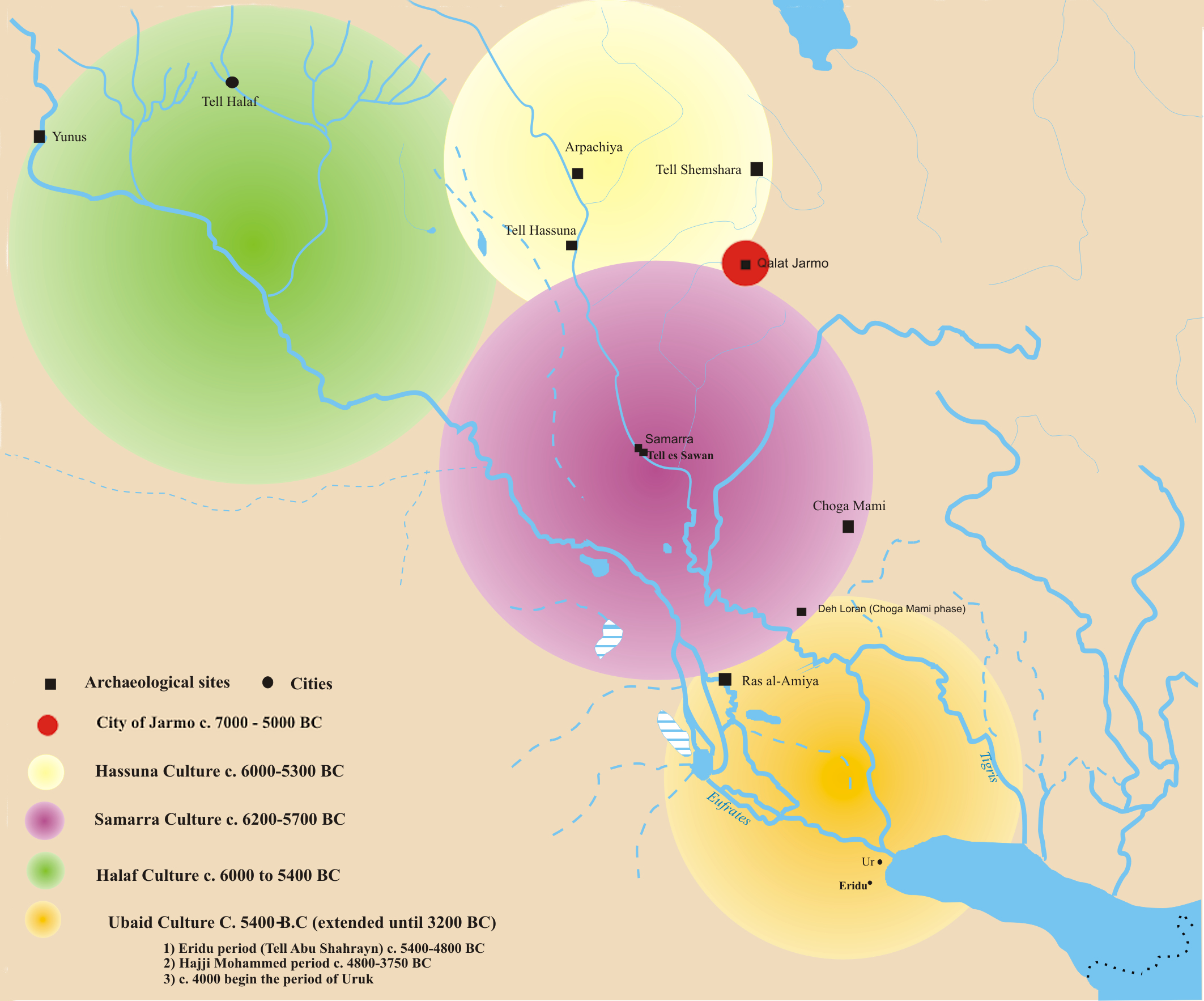
Frühe Anfänge der Kulturen wurden in Jarmo (als roter Kreis, ca. 7500 v. Chr.) nachgewiesen. Weitere Zivilisationen Mesopotamiens des 7.–5. Jahrtausends v. Chr. waren die Hassuna-Kultur (hellgelber Kreis) im Norden, die Halaf-Kultur (grüner Kreis) im Nordwesten, die Samarra-Kultur (lila Kreis) in Zentralmesopotamien und die Obed-Kultur (dunkelgelber Kreis) im Südosten, die sich später auf die gesamte Region ausdehnte.

Der Großteil der bekannten Geschichte Mesopotamiens ist geprägt von schubweisen Einwanderungen. Meist zerfiel die Region in zahlreiche Stadtstaaten, ähnlich wie im antiken Griechenland, unter Königen, die miteinander zeitweilig im Krieg standen. Es gab Phasen, die von Großreichen dominiert wurden, und andere, in denen Mächte aus den Nachbarregionen Eroberungsfeldzüge führten.
Die Chronologie stützt sich auf die assyrische Königsliste, die Eponymenliste und die Eponymenchroniken. Durch eine Reihe von Synchronismen lassen sich auch die meisten babylonischen Könige (nach der sumerischen und Babylonischen Königsliste A) in dieses System einfügen. In Babylonien waren Jahresnamen (nach einem wichtigen Ereignis) bis in die Regierungszeit von Kuri-galzu I. in Gebrauch, danach wurde meist nur noch das Regierungsjahr des Königs als Referenz benutzt.
Außerdem sind Synchronismen bekannt: Šamši-Adad I. von Assyrien starb nach dem 10. Regierungsjahr von Hammurabi, gewöhnlich wird das 17. palu angenommen. Ammi-saduqa, König von Babylon, regierte 146 Jahre nach der Thronbesteigung von Hammurabi. Babylon fiel im Jahr 31 von Šamšu-ditana an die Hethiter unter Muršili I.
Aus Beobachtungen der Venus in der Zeit von Ammisaduqa wurde versucht, absolute Daten abzuleiten. Das betreffende Ereignis wiederholte sich alle acht Jahre. Außerdem gibt es Berichte über zwei Mondfinsternisse während der Ur-III-Dynastie.
Auch archäologische Funde wurden spärlich. Viele altbabylonische Siedlungen wurden aufgegeben. Nach Gasche et al. (1998, 7) setzte dieser Prozess jedoch schon vor dem Fall von Babylon ein und scheint mit einer Veränderung des hydrologischen Systems in der Regierungszeit von Šamšu-iluna verbunden gewesen zu sein. Ur, Uruk und Larsa am Euphrat waren betroffen, aber auch Girsu und Lagaš wurden aufgelassen, im 30. Regierungsjahr von Šamšu-iluna dann auch Isin und Nippur. Auch die Spannweite der Keramikformen nimmt deutlich ab (Gasche et al. 1996, 43). Das Gebiet östlich des Tigris scheint weniger betroffen gewesen zu sein.

### Sumerer
Die ersten Schriftzeugnisse in Südmesopotamien sind in sumerischer Sprache verfasst. Die Herkunft der sumerischen Sprache ist bisher unbekannt und sie gilt derzeit sprachwissenschaftlich als eine isolierte Sprache. Angebliche Verbindungen zu zentralasiatischen Sprachen, aus denen manche eine Einwanderung der Sumerer ins Zweistromland von Osten her ableiten wollen, wo sie die Wurzeln dieser Sprachen vermuten, werden in der Fachwelt heutzutage abgelehnt. Archäologisch gibt es für eine solche Zuwanderung ebenfalls keine Belege. Die Theorie, dass das südliche Mesopotamien in der Jungsteinzeit noch unter dem Meeresspiegel lag, lässt sich inzwischen nicht mehr halten, auch wenn es durch die Erosion infolge ackerbaulicher Nutzung und Überweidung im Taurusgebirge und Zagros zu einem starken Bodenauftrag kam.
Ende des 4. Jahrtausends v. Chr. wurden Technologien für eine effektivere Bewässerung der Felder entwickelt und etabliert, sodass sich erstmals auch größere Städte bilden konnten. Das weitverzweigte Kanalsystem wurde von sogenannten Priesterfürsten organisiert und gemeinsam bebaut (Tempelwirtschaft). Handwerk und Handel gewannen immer mehr an Bedeutung und die Städte wurden immer wohlhabender. Jede dieser Siedlungen war politisch eigenständig. Die steigenden Anforderungen an die Organisation und auch die Tempelwirtschaft bedingten und begünstigten die Entwicklung einer Schrift. Zunächst diente die Schrift nur der Buchhaltung. Die wichtigste Stadt der Sumerer war Uruk, ihr Herrscher war Gilgamesch. Das Epos dieses Helden gilt als das älteste erhaltene literarische Dokument der Menschheit. 2700 v. Chr. wurde die Keilschrift in ihren Möglichkeiten zur Vollendung geführt.
Ab 3000 v. Chr. wanderten Nomaden aus dem Norden in das südliche Mesopotamien ein. Die sumerische Königsliste, die auch von einer Sintflut berichtet, dokumentiert diese Wanderungen durch das Auftauchen semitischer Namen. Die Historiker bezeichnen diese Epoche als Frühdynastische Periode, die im 23. Jahrhundert v. Chr. endete. In dieser Epoche zerbrach die Einheit von geistlicher und weltlicher Macht. Paläste, die nicht nur der Repräsentation dienten, wurden für die Könige gebaut. Von etwa 2210 v. Chr. bis 2004 v. Chr. wurde Sumer von den gutäischen Eroberern aus Nordmesopotamien regiert.
Die Könige von Sumer wurden lugal genannt (= „großer Mensch“). Ihren Machtanspruch zeigten die Herrscher auch durch ihre Gräber, indem sie sich mit ihrem Gefolge begraben ließen. Mehrere dieser Königsgräber fand man in der Nähe von Ur.
Weitere Erfindungen, die für die Wirtschaft entscheidende Bedeutung hatten, waren das Rad und die Töpferscheibe (Späte Uruk-Zeit). Entdeckungen von Tonbechern und Alltagsgeschirr im Dorf Jarmo, nahe der Stadt Kirkuk, werden archäologisch datiert auf etwa 5000 v. Chr.

### Einigung und Blütezeit unter Akkad
Mit Sargon von Akkad begann eine neue Epoche (um 2235–2094 v. Chr.). Er schuf das erste große vorderasiatische Reich, indem er die vielen Stadtstaaten vereinte. Zu seinem Machtbereich gehörten ganz Mesopotamien sowie Teile Syriens, des Irans und Kleinasiens. Die Stadt Akkad, deren Reste noch immer nicht gefunden wurden, wurde zu seinem Regierungssitz. Die akkadische Sprache verdrängte das Sumerische als gesprochene Sprache; dieses wurde dennoch weiterhin als sakrale, zeremonielle, literarische und Wissenschaftssprache benutzt. Die Eroberungen Sargons führten zu wirtschaftlichen und kulturellen Verknüpfungen mit den unterworfenen Völkern und den neuen Nachbarn. Der Zugang zum Persischen Golf ließ einen florierenden Seehandel entstehen.
Das Reich von Akkad hatte höchstens 150 Jahre Bestand. Zahlreiche Aufstände und insbesondere die Eroberer der Gutäer, aus Nordmesopotamien, beendeten die Epoche. Dieses erste große Reich unter einem Herrscher, ausgebildet als ein Flächenstaat mit einer zentralen Hauptstadt statt der bis dahin nur Stadtstaaten bildenden Königreiche, blieb in den Mythen der später in diesem Gebiet siedelnden Völker weiterhin lebendig. So berichteten selbst die nachfolgenden Assyrer noch in ihren Historienwerken von Sargons Reich.

### Neusumerisches Reich der Ur-III-Dynastie
Nach knapp 100 Jahren wurden die Gutäer vertrieben und die sumerischen Stadtstaaten fanden wieder zu Macht und Größe. Die Stadt Ur wurde erneut zum Zentrum. Sumerisch wurde Verwaltungssprache, die ersten Zikkurate entstanden.
Diese Zeit zeichnete sich durch eine straffe Verwaltung aus und durch die Festlegung von Rechtsverordnungen (Codex Ur-Nammu). Es ist die letzte von den Sumerern geprägte Epoche. Ihr Niedergang ist durch das Schwinden der Macht der Städte gekennzeichnet, wodurch ein weiteres Nomadenvolk seine Chance zum Aufstieg bekommen sollte.

### Babylonisches Zeitalter
Unter König Hammurabi, in der Altbabylonischen Periode (2000–1595 v. Chr.), gelangte die Stadt Babylon in den Mittelpunkt des Zeitgeschehens und wurde so bedeutend für die Region, dass die Griechen in der Folge ganz Mesopotamien als Babylonien bezeichneten. Hammurabi ist bekannt, weil er eine der ersten überlieferten Gesetzessammlungen verfasste, den sogenannten Codex Hammurapi. In 280 Paragrafen regelte er Aspekte des bürgerlichen Rechts, das Straf- und Verwaltungsrecht. Es überlieferte zahlreiche Einzelfallentscheidungen, die sich oft durch große Härte auszeichneten. Die Historiker sind sich nicht sicher, wie lange diese Gesetzessammlung beachtet wurde.

### Reich der Assyrer

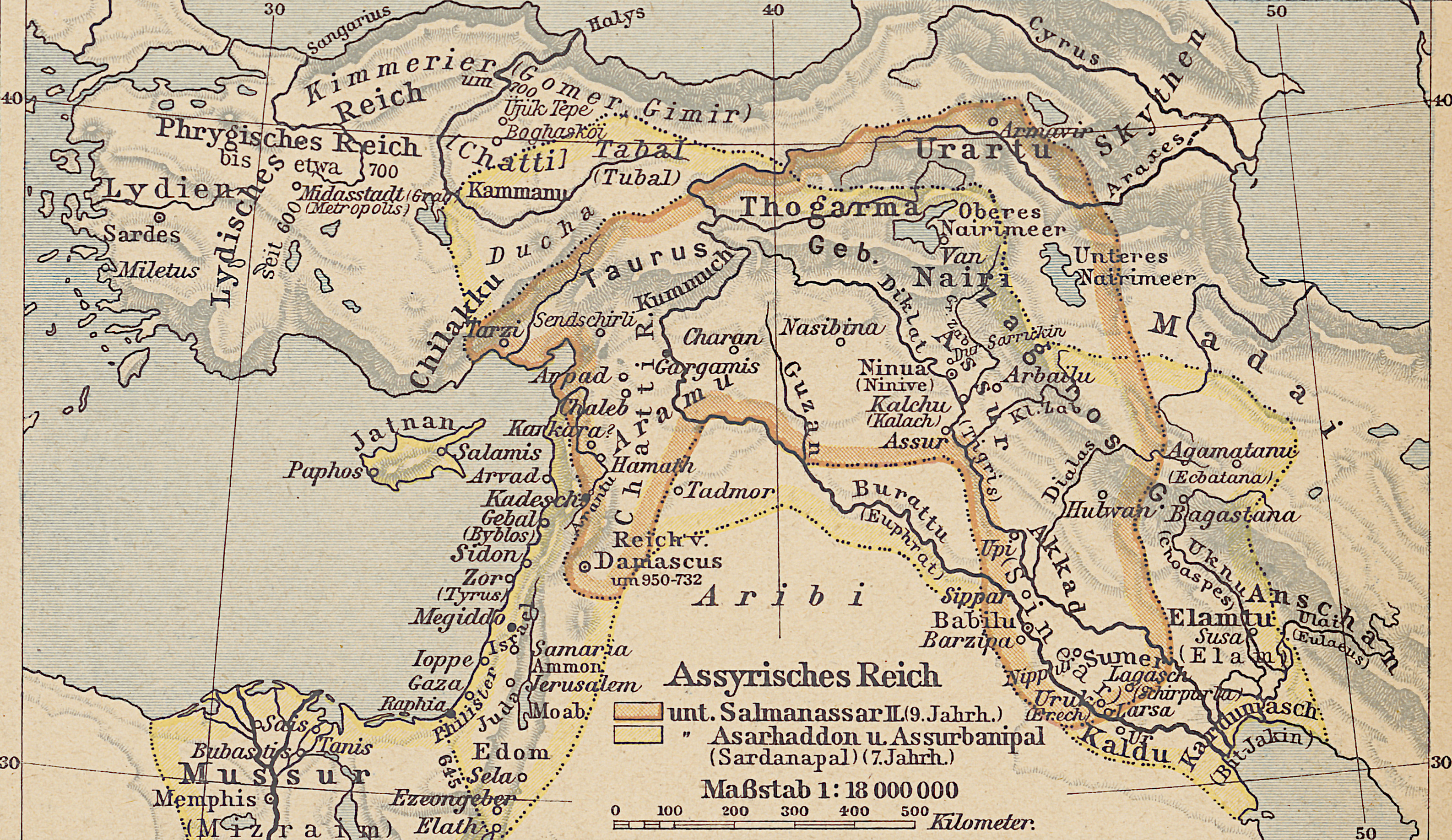
Assyrisches Reich (Zeitangaben im Bild beziehen sich auf v. Chr.)

Im 18. Jahrhundert v. Chr. beherrschte Šamši-Adad I. ein größeres Reich im Norden Mesopotamiens, aber in der ersten Hälfte des 17. Jahrhunderts v. Chr. zerfiel Assyrien wieder, womit das Altassyrische Reich endete.
Im 14. Jahrhundert v. Chr. erstarkte Assyrien wieder. Die Hauptstadt Aššur lag am oberen Tigris. Historiker vermuten, dass die Stadt am Anfang unter der Herrschaft Akkads stand, während die ersten Assyrer Nomaden waren.
An der Spitze der Assyrer stand der König, der sich auch als Stellvertreter des Gottes Aššur sah. Daneben übten die Kaufleute eine bedeutende Macht im Lande aus. Assur, geographisch günstig an wichtigen Handelswegen gelegen, handelte mit Babylon, Kleinasien und dem heutigen Iran.
Unter Aššur-uballiṭ I. (1353–1318 v. Chr.) erlangte Assyrien seinen Einfluss zurück. Zahlreiche Eroberungen führten zu einem wirtschaftlichen Aufschwung. König Tukulti-Ninurta I. (ca. 1233–1197 v. Chr.) verstand sich wieder als Stellvertreter des Gottes Assur. Er nannte sich auch „Herrscher der vier Erdteile“. Mit seinem Tod endete das sogenannte Mittelassyrische Reich.
Einen letzten Aufschwung erlebte das Reich mit König Aššur-dan III. (935–912 v. Chr.), der zahlreiche aramäische Städte eroberte. Die Assyrer übernahmen von den Aramäern allmählich Schrift und Sprache.
Die Könige Aššur-nâṣir-apli II. (883–859 v. Chr.) und Salmānu-ašarēd III. (858–824 v. Chr.) erweiterten den assyrischen Machtbereich bis nach Syrien. Nach einigen Rückschlägen und inneren Zwistigkeiten gelang es Tukulti-apil-Ešarra III. (745–727 v. Chr.), Phönizien und das Gebiet der Philister zu erobern. Er griff auch das Nordreich Israel an, aber erst sein Nachfolger Salmānu-ašarēd V. besiegte es 722/721 vollständig. Babylon wurde 689 v. Chr. erobert. Der Eroberungsdrang fand seinen Höhepunkt in der Eroberung Ägyptens durch Aššur-ahhe-iddina (681–669 v. Chr.). Aššur-bāni-apli (669–627 v. Chr.) war der letzte bedeutende Herrscher. Er war ein erfahrener Politiker, der sehr belesen war. Seine Bibliothek ist eine bedeutende Quelle für die Geschichte des Zweistromlandes.

### Neubabylonisches Reich
Nach dem Untergang Assyriens erstarkte Babylon wieder, zudem stieg das Reich der Meder als Großmacht auf. Der Mederkönig Kyaxares, der 625 v. Chr. die Skythen am Urmiasee vernichtend schlug und im Bündnis mit dem babylonischen König Nabopolassar schließlich Assyrien um 614–612 v. Chr. bezwang, tilgte das Assyrische Reich von der politischen Weltkarte. 18 Jahre nach dem Tod Aššur-bāni-aplis besiegten also die vereinigten Meder und Babylonier die Heere Assyriens (612 v. Chr.). Babylon wurde in der Folge erneut das kulturelle Zentrum Mesopotamiens. Die Allianzpartner eroberten die assyrischen Hauptfesten Ninive und Aššur, die in das Neubabylonische Reich annektiert wurden. Im Norden und Osten entstand mit dem Reich der Meder für knapp zwei Jahrhunderte eine neue militärische Großmacht, die sich bis zum Schwarzen Meer, zum Ararat und an die Pforten Afghanistans erstreckte. Die Assyrer verschwanden schließlich aus dem Gedächtnis der nachfolgenden Generationen, bis dieser Name aus politisch-sozialen Gründen innerhalb des assyrischen Volkes im Osten im 19. Jahrhundert n. Chr. wiederbelebt wurde.

## Die Nachfolger des Alten Mesopotamiens bis zum Ende der Spätantike
Die persischen Achämeniden eroberten ab 550 v. Chr. den Nahen Osten und Kleinasien. In Babylon hinterließ Kyros II. 539 v. Chr. seine Proklamation auf dem Kyros-Zylinder und Mesopotamien wurde Bestandteil des stark expandierenden Perserreichs, das dann 330 v. Chr. seinerseits von Alexander erobert wurde. Nach seinem Tod übernahm General Seleukos die Macht im Osten des Alexanderreichs und begründete das Seleukidenreich. Um 140 v. Chr. geriet der größte Teil des Zweistromlandes dann unter die Herrschaft der iranisch-parthischen Arsakiden. Sie machten die am Tigris gelegene Großstadt Seleukeia-Ktesiphon zu ihrer Hauptresidenz, während Babylon nach der Eroberung durch die Parther und seleukidisch-parthische Kriege in der Folgezeit rapide an Bedeutung verlor.
Der Euphrat markierte dabei lange Zeit die Grenze zum Römischen Reich, bis die Römer unter Kaiser Septimius Severus um 200 n. Chr. Nordmesopotamien annektierten und über vier Jahrhunderte lang beherrschten. Einige Jahre später wurden die Könige aus der Familie der Arsakiden von den persischen Sassaniden gestürzt, die aber weiterhin in Ktesiphon residierten. Obwohl sie selbst Zoroastrier waren, verbreitete sich unter den Sassaniden das Christentum in Mesopotamien, das in der Spätantike zudem ein wichtiges Zentrum des Judentums war. Mit dem Untergang des Sassanidenreiches im Zuge der arabischen Expansion um 640 n. Chr. endete dann die vorislamische Geschichte Mesopotamiens. Araber prägten seither die Bezeichnung al-Dschazīra (die „Insel“ zwischen den Flüssen).

## Kultur und Gesellschaft

### Wirtschaft und Volkswirtschaft
Im 3. Jahrtausend (Sumerer) herrschten die Priesterfürsten, welche die politische und religiöse Macht in ihren Händen hielten. Sie organisierten auch die Kanalisierung des Landes und den Ackerbau. Der Haushalt des Staates war gleichbedeutend mit dem des Herrschers, man nennt dieses Wirtschaftssystem Oikoswirtschaft. Die Organisation benötigte dafür einen großen Verwaltungsapparat. Die Sklaven, die für die Priesterfürsten arbeiteten, erhielten dafür Naturalien. Privateigentum wurde erst in der Zeit Babylons etabliert.
Die Aufgaben des Staates wurden im Laufe der Zeit teilweise „privatisiert“, d. h., ein Pächter übernahm die Arbeiten und musste dafür eine Leistung (zum Beispiel Silber) erbringen.
Die Bauern im 2. bis 1. Jahrtausend v. Chr. dagegen tauschten ihre Produkte gegen benötigte Lebensmittel und Textilien. Die Tempel und ihre Priester hatten in Assyrien weit weniger Einfluss auf die Wirtschaft. Der assyrische Staat duldete das Privateigentum und finanzierte sich durch Tribute und Steuern. Die Ländereien waren im Besitz von Adelsfamilien, die die kleinen Bauern immer mehr zu Abhängigen machten. Einen großen Vorteil hatte der Landbesitz – er war steuerfrei. Neben Landbesitz besaßen diese Adelsfamilien meist noch Handelsunternehmungen.
Auch in Babylon gab es einflussreiche Handelsherren, die mit ihren Familien regelrechte Dynastien bildeten. Nicht nur durch Handel vermehrten sie ihr Vermögen, sondern auch durch Geldgeschäfte. Zu dieser Zeit scheint es keine Märkte (Basare) gegeben zu haben, wie man es von einem orientalischen Land eigentlich erwarten würde. Die aufgefundenen Dokumente jedoch berichten nicht über diese Handelsform.
Mesopotamien handelte mit den angrenzenden Ländern. Die Fernhandelsbeziehungen reichten dabei sogar von der Ostsee bis zum Indusdelta. Die Waren wurden per Schiff oder mit Karawanen ins Land gebracht. Die Karawanen transportierten ihre Handelsware zunächst mit Eseln, ab dem 1. Jahrtausend v. Chr. trugen Kamele die Ware. Im geringen Umfang wurden auch Pferde und Wagen eingesetzt. Straßen gab es erst seit dem Neuassyrischen Reich. Es gibt Überlieferungen von Streitwagen und dem Drill von Pferden, Wagenlenkern durch Trainer im Königreich Mittani um 1400 v. Chr. in Nordmesopotamien.

### Sprache, Schrift und Zahlen
Vor dem 4. Jahrtausend v. Chr. verwendeten die Bewohner des Zweistromlandes sogenannte Zählsteine für die Rechenaufgaben des Alltags. Der sich ausweitende Handel führte im 3. Jahrtausend zur Entwicklung der Keilschrift. Zunächst bestand die Schrift hauptsächlich aus Bildsymbolen. Später wurde sie abstrakter. Da viele Menschen nicht schreiben konnten, nahmen sie die Dienste von Schreibern in Anspruch. Der Schreiber wurde so zu einer angesehenen Person in der Gesellschaft.
Die Zeichen wurden mit Griffeln in Tontafeln geritzt. Zuerst zog man auf der Tontafel senkrechte und waagerechte Linien. Dann trug man die Symbole in die entstandenen Kästchen, indem man sie mit dem dreikantigen Ende eines dünnen Rohres in die weiche Tontafel eindrückte. Geschrieben und gelesen wurde von links nach rechts. Die sogenannte Keilschrift erreichte um 2700 v. Chr. ihre Vollendung. Die Keilschrift wurde über 2500 Jahre lang in Mesopotamien angewandt und fand sich auch in Syrien und bei den Hethitern sowie in den diplomatischen Archiven Ägyptens.
Bei den Sumerern standen die einzelnen Zeichen für ganze Worte, die auch mehrere Bedeutungen haben konnten. Man kombinierte teilweise Zeichen, zum Beispiel um Handlungen darzustellen. So wurde der Begriff „Essen“ durch die Symbole „Mund“ und „Brot“ dargestellt. Diese Bilderschrift erlaubte es den Menschen, die Dinge des Alltags besser zu organisieren. Die Schrift wurde im Lauf der Zeit komplexer, einzelne Symbole konnten jetzt auch Laute bzw. mehrere Symbole konnten ganze Sätze darstellen. Das ermöglichte die Geburt der Literatur, wie sie sich auch im durch die ganze Region bekannten Gilgamesch-Epos niederschlug. Vor dem 2. Jahrtausend herrschte im Zweistromland keine der benutzten Sprachen vor. Es wurde gleichberechtigt das Sumerische und das Akkadische gesprochen. Die jahrhundertelange Ansiedlung und Verbreitung der verschiedensten aramäischen Stämme über den gesamten Fruchtbaren Halbmond machten Aramäisch zur führenden Sprache des Nahen Ostens.
Die sumerische Sprache blieb bis zur Zeitenwende die Sprache der Gebildeten, ähnlich wie es Griechisch während des Römischen Reiches oder wie es Latein im Mittelalter war.
Durch die Aramäer wurde auch die Alphabetschrift, von den Phöniziern übernommen, eingeführt. Es wurden nur die Konsonanten geschrieben. In dieser Epoche wurde auf Papyrus und Pergament geschrieben.

## Dokumentarfilme
- Mesopotamien – Wiege der Zivilisation. (Mesopotamia: Return to Eden). 50 Min. Buch und Regie: Robert Gardner, Produktion: Time Life. USA 1995.[10]
- Mesopotamien – Archäologen retten, was zu retten ist. 95 Min. Regie: Pascal Cuissot, Jean-Christophe Vaguelsy, Salah-Eddine Ben Jamaa, Produktion: Arte. Frankreich 2021.[11]